# Jeżewo (przystanek kolejowy)
Jeżewo – przystanek kolejowy w Jeżewie, w gminie Jeżewo, powiecie świeckim, w województwie kujawsko-pomorskim. Według klasyfikacji PKP ma kategorię dworca lokalnego.

## Ruch pasażerski
| Rok  | Wymiana pasażerska na dobę |
| ---- | -------------------------- |
| 2017 | 100-149                    |
| 2022 | 100-149                    |